# Ochlokracie
Ochlokracie (řecky οχλοκρατία, ὄχλος, óchlos = dav, lůza, κράτος, krátos = vláda, latinsky ochlocratia) je vláda lůzy, také označovaná jako lůzovláda. Ochlokracie (lůzovláda) je demokracie (lidovláda), kde převažuje demagogie, tyranie většiny a vláda vášně nad rozumem.
Termínem ochlokracie Aristotelés popisoval Athény za Perikla, a podle něj šlo o zvrhlou formu demokracie. Podle Polybia je vztah ochlokracie k demokracii podobný jako oligarchie k aristokracii nebo tyranie k monarchii; ve všech třech případech se jedná o zkaženou formu daného systému vlády.
Jako další příklad je občas uváděna vláda nejnižších vrstev za Pařížské komuny, ale správa Paříže prostřednictvím řádného systému lidového hlasování činí toto tvrzení neodůvodněným.[zdroj⁠?!] Realističtěji je možné za ochlokracii označit stav ve Francii v některých momentech Velké francouzské revoluce a v prvních dnech revoluce roku 1848, kdy dav ovládl ulice.